# Montbau (metropolitana di Barcellona)
Montbau è una stazione della linea 3 della Metropolitana di Barcellona.
La stazione fu inaugurata nel 1985 e si trova sotto Passeig de la Vall d'Hebron tra Carrer de l'Arquitectura e Carrer Pare Mariana.
La stazione fino al 2001 era terminale, ma con l'estensione fino a Canyelles divenne una normale fermata della metropolitana.